# Carl Gottlieb Reissiger

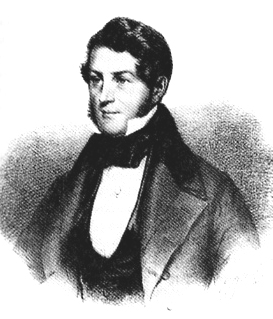
Carl Gottlieb Reissiger.

Carl Gottlieb Reissiger, född den 31 januari 1798 nära Wittenberg, död den 7 oktober 1859 i Dresden, var en tysk tonsättare, bror till Friedrich August Reissiger.
Reissiger studerade teologi och därefter musik för Schicht samt i Wien, München och Italien. Han blev 1826 musikdirektor vid tyska operan i Dresden, sedermera hovkapellmästare där (efter Weber). 
Reissiger var en skicklig, fruktsam och på sin tid omtyckt kompositör, vars många alster sedan länge är så gott som alldeles glömda. Längst bibehöll sig uvertyrerna till Die felsenmühle och Yelva, några pianotrior samt en vals, allbekant under det falska namnet Webers sista tanke. 
Han skrev flera operor, ett oratorium, mässor, hymner, saker för orkester och en mängd kammarmusik, pianosoli samt visor, som förebådar Franz Abts och Friedrich Wilhelm Kückens känslosamma stil och på sin tid sjöngs mycket även i Sverige, med mera. Han blev 1841 ledamot av Musikaliska akademien i Stockholm.